# Escuela Oficial de Cine
La Escuela Oficial de Cine de España era una institución educativa centrada en la formación de cineastas. Fue creada durante la dictadura franquista en 1947 y tuvo dos nombres administrativos: Instituto de Investigaciones y Experiencias Cinematográficas (IIEC) y, a partir de 1961, Escuela Oficial de Cinematografía (EOC). Sin embargo, es conocida por los antiguos egresados y por el mundo académico como Escuela Oficial de Cine o, simplemente, Escuela de Cine.
La Escuela Oficial de Cine española se fundó en el año 1947 con el nombre de Instituto de Investigaciones y Experiencias Cinematográficas, gracias a diversas Órdenes Ministeriales, siendo su objetivo ofrecer una formación adecuada en el ámbito de la cinematografía.
Más tarde, en 1962, cambiaría su nombre por el de Escuela Oficial de Cinematografía al ser integrada en el Ministerio de Información y Turismo. En 1976, se clausuró y sus funciones fueron delegadas a la Facultad de Ciencias de la Información de la Universidad Complutense de Madrid, centro del cual llegó a ser decano Antonio Lara, egresado de la EOC.
Desde 1947-1948 hasta 1974-1975, en la Escuela Oficial de Cine se habían impartido 28 cursos académicos (aunque las huelgas y problemas administrativos impidieron una completa regularidad de los mismos). El modelo educativo de la institución educativa fluctúo, al menos, en tres grandes épocas, que configuraron tres estilos de enseñanza y de relación entre los estudiantes, los profesores, la industria cinematográfica y la administración franquista.
Por las aulas de la EOC, como profesores o alumnos, pasaron muchos de los cineastas más importantes de España. Sirvan de ejemplo (entre muchos otros): Marisa de Leza, Javier Aguirresarobe, José María Zabalza, Álvaro del Amo, Antonio del Amo, Juan Antonio Bardem, Cecilia Bartolomé, José Luis Borau, Luis Cuadrado, Antonio Drove, Carlos Fernández-Cuenca, Eduardo Ducay, Julián Marcos, Jaime Chávarri, Luis García Berlanga, José Gutiérrez Maesso, Juan Antonio Porto, Miguel Hermoso, Francisco Montolío, 
Pilar Miró, José Luis Sáenz de Heredia, Carlos Saura, Imanol Uribe e Iván Zulueta.

## Historia
Según el profesor Lucio Blanco, la Escuela Oficial de Cine se puede dividir en tres etapas.

### Primera etapa
La primera etapa va desde su fundación por Victoriano López García hasta la llegada a la dirección del centro del director José Luis Sáenz de Heredia. En estos años, las clases se impartían en la Escuela Técnica Superior de Ingenieros Industriales de Madrid y la carestía técnica y de equipamiento era enorme. Sin embargo, fue el momento de mayor fervor cinematográfico y el inicio de los cine clubs y las actividades cinéfilas de los estudiantes.
En estos primeros años se formaron directores como Luis García Berlanga, Juan Antonio Bardem (que a pesar de no lograr el diploma filmó uno de los ejercicios más interesantes de la escuela Un paseo por una guerra antigua) y Carlos Saura; el director José María Zabalza, el productor Eduardo Ducay o el cámara, y después director de la escuela, Juan Antonio Baena.

### Segunda etapa
El segundo período que se desarrolla durante los años sesenta comienza con la llegada a la dirección del centro de José Luis Sáenz de Heredia y con el posterior respaldo que dará a esta institución el director general de Cinematografía, José María García Escudero. Este período es recordado por el alumnado como la edad de oro de la EOC. Durante estos años el Instituto de Investigaciones y Experiencias Cinematográficas pasa a denominarse Escuela Oficial de Cinematografía o, simplemente, como Escuela de Cine.
La institución se asienta en un viejo palacio madrileño en la calle del Monte Esquinza. Las instalaciones son mejores y los alumnos comienzan a ser reconocidos en la industria. En estos años se forman, entre otros, los directores Víctor Erice (que filma Los días perdidos), Francisco Regueiro, Mario Camus y Basilio Martín Patino y así como los operadores Fernando Arribas, Luis Enrique Torán y Luis Cuadrado. Y logran diplomarse las tres primeras mujeres: en dirección Josefina Molina y Cecilia Bartolomé y en guion, Pilar Miró.
Muchos de los alumnos del período de la edad de oro de la EOC formarán parte del llamado Nuevo Cine Español.

### Tercera etapa
La tercera etapa comienza con la llegada a la dirección de Juan Julio Baena. Aunque las instalaciones y los medios de la escuela habían mejorado con la nueva sede en la Dehesa de la Villa, los conflictos políticos, estudiantiles y administrativos llevan al colapso de la institución. Las huelgas son frecuentes y el diálogo entre los estudiantes y la dirección se rompen. Sin embargo, en estos últimos años también filman en la EOC importantes realizadores como Iván Zulueta, Manuel Gutiérrez Aragón, Fernando Méndez-Leite, Imanol Uribe y Antonio Betancor.

## Prácticas
A lo largo de las tres décadas de su existencia, la escuela se adaptó a los avances e innovaciones de la industria cinematográfica. Para poder valorar y evaluar a sus alumnos utilizaron un sistema de prácticas fílmicas (llegando casi a ser un centro de producción).
Este tipo de prácticas fue mejorando en sus presupuestos y en sus posibilidades técnicas. Hasta 1955, los alumnos realizaban sus películas en formato de 16 milímetros y con una duración de 5 a 30 minutos, dependiendo del curso. A partir de ese año, para el trabajo final se utilizaran formatos de 35 milímetros. Casi la totalidad de los ejercicios eran silentes salvo la práctica final de tercer curso, que se sonorizaba.
A partir del curso 1959-60, los alumnos empiezan a rodar desde el año de ingreso, siento estas filmaciones, por lo general, documentales. Entre las que destaca Cárcel de mujeres de Josefina Molina y uno de los pocos ejercicios iniciales que es de ficción: Después de la fiesta subieron a la azotea de Víctor Erice.
Desde mediados de los años sesenta, en el segundo curso, se realizan grabaciones sonoras en 35 mm, de unos 15 minutos, y durante el último curso se grabaran piezas de iguales características, ampliadas a 30 minutos; todo esto aderezado con diversos trabajos de montaje, realización, interpretación, etc. A partir de 1970, se dispone de más medios técnicos y de producción (aunque siguen siendo escasos comparados con los de la industria), por lo que los alumnos realizarán grabaciones en 35 mm desde su primer año, mayor número de prácticas, una incorporación generalizada del color y, a petición de los docentes (unos cincuenta), prácticas sobre un mismo tema.
Filmoteca Española realizó un catálogo de todas las prácticas en 1999. Aunque este trabajo contiene errores es hasta la fecha la base para entender el amplio archivo que conserva sobre este centro educativo. 
Desde su inauguración, en la Escuela Oficial de Cine se impartieron siete especialidades: cámara, producción, dirección, interpretación, decoración, laboratorio, sonido (estas dos últimas desaparecerán en 1964) y la incorporación de guion en 1962. Algunas de ellas como la de cámara tuvieron sus propias prácticas.

## Personalidades
Fueron una parte destacable de su profesorado y alumnado: Javier Aguirresarobe, José María Zabalza, Álvaro del Amo, Antonio del Amo, Juan Antonio Bardem, Cecilia Bartolomé, Mariano M. Baselga, José Luis Borau,  Jaime Chávarri, Luis Cuadrado, Julio Diamante, Antonio Drove, Eduardo Ducay, Víctor Erice, Carlos Fernández-Cuenca, Angelino Fons, Luis García Berlanga, Claudio Guerín Hill, José Gutiérrez Maesso, Patricio Guzmán, Miguel Hermoso, Antonio Lara, Victoriano López García, Fernando Méndez-Leite, Juan Antonio Porto, Carlos Pumares, Javier Maqua, Julián Marcos, Pilar Miró, Francisco Regueiro, José Luis Sáenz de Heredia, Marisa de Leza, Santiago San Miguel, Carlos Saura, Valentino Soria, Luis Enrique Torán, Imanol Uribe, José Luis Viloria, José de Uña Zugasti, e Iván Zulueta.